# Hwang Young-hee
Hwang Young-hee (en hangul 황영희) es una veterana actriz surcoreana.

## Biografía
Estudió en el Mokpo Science College (목포과학대학교).

## Carrera
Es miembro de la agencia Big Boss Entertainment (빅보스엔터테인먼트). Previamente formó parte de la agencia Imagine Asia (이매진아시아).
En enero de 2011 se unió al elenco recurrente de la serie My Princess donde dio vida a Hong In-ae, la jefa de limpieza del palacio.
En enero de 2014 se unió al elenco recurrente de la serie Sweden Laundry donde interpretó a la madre de Kim Bom (Song Ha-yoon), una viuda que trabaja duro para llegar a fin de mes.
Ese mismo año se unió al elenco recurrente de la serie Jang Bo-ri Is Here! donde dio vida a Do Hye-ok, la madre de Yeon Min-jung (Lee Yoo-ri).
El 26 de marzo de 2016 se unió al elenco recurrente de la serie Page Turner donde interpretó a Jung Mi-soo, una escritora y la madre de Jung Cha-sik (Ji Soo), hasta el final del minidrama el 9 de abril del mismo año.
En 2017 se unió al elenco recurrente de la serie Unni is Alive (también conocida como "Band of Sisters") donde dio vida a Go Sang-mi, la suegra de Kang Ha-ri (Kim Ju-hyeon).
En septiembre del mismo año apareció en la serie While You Were Sleeping donde interpretó a Yoon Moon-sun, la madre de Nam Hong-joo (Bae Suzy) y esposa del difunto Nam Chul-doo (Choi Won-young).
El 21 de noviembre de 2018 apareció por primera vez como invitada en la serie The Last Empress donde dio vida a Baek Do-hee, la madre de Na Wang-sik (Choi Jin-hyuk) y madre adoptiva de Min Yoo-ra (Lee Elijah).
En noviembre del mismo año se unió al elenco recurrente de la serie Hymn of Death donde interpretó a Kim Ssi, la madre de la cantante surcoreana Yun Sim-deok (Shin Hye-sun).
En abril de 2019 se unió al elenco recurrente de la serie The Nokdu Flower donde dio vida a Chae Jung-shil, la madre de Baek Yi-hyun (Yoon Shi-yoon).
El 17 de agosto del mismo año apareció como invitada en el undécimo episodio de la serie Hotel del Luna donde interpretó a Hwang Mun-seok, la antigua gerente del hotel.
En septiembre del mismo año apareció en la serie When the Camellia Blooms donde dio vida a Lee Hwa-ja, la madre de Park Sang-mi/Jessica (Ji Yi-soo).
En noviembre del mismo año se unió al elenco recurrente de la serie Never Twice donde interpretó a On In-suk, la segunda nuera de Na Wang-sam y madre de Nae Hae-jun (Kwak Dong-yeon).
El 12 de marzo del 2020 realizó una aparición especial durante el primer episodio de la exitosa serie Hospital Playlist donde dio vida a la madre de un paciente que requiere de un trasplante de hígado.
Ese mismo año se unió al elenco invitado de la serie The King: Eternal Monarch donde interpretó a dos personajes: Min Hwa-yeon, la madre de Kang Shin-jae (Kim Kyung-nam) durante la República de Corea y a Park Sook-jin, una empleada del palacio real durante el Reino de Corea.
En julio del mismo año se unió al elenco recurrente de la serie To All The Guys Who Loved Me (también conocida como "Men are Men") donde dio vida a Jung Young-soon, la madre de Seo Hyun-ju (Hwang Jung-eum).

## Filmografía

### Series de televisión
| Año     | Título                                     | Personaje                        | Notas                      | Ref.   |
| ------- | ------------------------------------------ | -------------------------------- | -------------------------- | ------ |
| 2008    | Beethoven Virus                            | Esposa de Park Hyuk-kwon         |                            |        |
| 2009    | Three Men                                  | Editora en Jefe de Publicaciones |                            |        |
| 2011    | My Princess                                | Hong In-ae                       |                            |        |
| 2011    | Listen to My Heart                         | Madre de Lee Seung-chul          |                            |        |
| 2011    | Guardian Angel Kim Young Goo               | Mrs. Park                        | Drama Special, un episodio |        |
| 2011-12 | Fermentation Family                        | So-jung                          |                            |        |
| 2012    | The King's Doctor                          | Esposa de Baek Seok-gu           |                            |        |
| 2013    | The Strange Cohabitation                   | Mrs. Choi                        | Drama Special, un episodio |        |
| 2013    | The Heirs                                  | Maestra en "Jeguk High School"   |                            |        |
| 2013-14 | The King's Daughter, Soo Baek-hyang        | Gong-ok                          |                            |        |
| 2014    | Jang Bo-ri Is Here!                        | Do Hye-ok                        |                            |        |
| 2014    | Mr. Back                                   | Lee In-ja                        |                            |        |
| 2014    | Sweden Laundry                             | Madre de Kim Bom                 |                            |        |
| 2015    | Splendid Politics                          | Ok-joo                           |                            |        |
| 2015    | Divorce Lawyer in Love                     | Yoon Jung-sook                   |                            |        |
| 2016    | My Son-in-Law's Woman                      | Ma Seon-yeong                    |                            |        |
| 2016    | Time of Miracle: Loss Time                 | Madre de Hyung-shik              |                            |        |
| 2016    | Page Turner                                | Jung Mi-soo                      | 3 episodios                |        |
| 2016    | Mirror of the Witch                        | -                                |                            |        |
| 2016    | Wanted                                     | Editora en Jefe de "Star Live"   |                            |        |
| 2016    | Gogh, The Starry Night                     | Lee Chung-kyung                  |                            |        |
| 2016    | Shopping King Louie                        | Hwang Geum-ja                    |                            |        |
| 2017    | Defendant                                  | Hermana de Cheon Pil-jae         | Cameo                      |        |
| 2017    | Good Manager                               | Uhm Keum-shim                    |                            |        |
| 2017    | Three Color Fantasy – Romance Full of Life | Madre de So In-sung              | Ep. 4                      |        |
| 2017    | Unni is Alive (Band of Sisters)            | Go Sang-mi                       |                            |        |
| 2017    | The Secret of My Love                      | Mo Jin-ja                        |                            |        |
| 2017    | While You Were Sleeping                    | Yoon Moon-sun                    |                            |        |
| 2017    | The Package                                | Madre de Yoon So-so              |                            |        |
| 2017    | The Reason We Can’t Sleep                  | Hong Soon-ae                     | Drama Special, un episodio |        |
| 2017    | Amor revolucionario                        | Madre de Baek Joon               |                            | [ 11 ] |
| 2018    | Queen of Mystery 2                         | Park Kyung-ja                    | Aparición especial         |        |
| 2018    | Rich Man                                   | Jo Yeon-shil                     |                            |        |
| 2018    | My Healing Love                            | Lee Sam-sook                     |                            |        |
| 2018    | Tale of Gyeryong Fairy                     | Hada Oh Seon-nyeo                |                            | [ 12 ] |
| 2018    | Hymn of Death                              | Madam Kim                        |                            |        |
| 2018    | The Last Empress                           | Baek Do-hee                      | 4 episodios                |        |
| 2019    | The Nokdu Flower                           | Chae Jung-shil                   |                            |        |
| 2019    | Hotel del Luna                             | Hwang Mun-seok                   | Aparición especial, ep. 11 |        |
| 2019    | When the Camellia Blooms                   | Lee Hwa-ja                       |                            |        |
| 2019-20 | Never Twice                                | On In-suk                        |                            |        |
| 2020    | Hospital Playlist                          | Familiar de Paciente             | Aparición especial, ep. 1  |        |
| 2020    | The King: Eternal Monarch                  | Min Hwa-yeon / Park Sook-jin     |                            |        |
| 2020    | To All The Guys Who Loved Me               | Jung Young-soon                  |                            |        |
| 2020    | Penthouse: War In Life                     | Madre de Oh Yoon-hee             | Ep. 10                     |        |
| 2020-21 | Please Don't Date Him                      | Lee Eun-hwa                      |                            |        |
| 2021    | River Where the Moon Rises                 | Lady Sa                          |                            |        |
| 2021    | Youth of May                               | Choi Soon-nyeo                   | 6 episodios                |        |
| 2021    | One the Woman                              | Kang Eun-hwa                     |                            | [ 13 ] |
| 2022    | Jinx's Lover                               | Mrs. Bang                        |                            | [ 14 ] |
| 2022    | The Law Cafe                               | Song Ok-ja                       |                            | [ 15 ] |
| 2023    | Una dosis diaria de sol                    | Madre de Da-eun                  |                            |        |
| 2024    | La reina de las lágrimas                   | Jeon Bong-ae                     |                            | [ 16 ] |
| 2025    | The Queen Who Crowns                       | Gyo Ha-daek                      |                            | [ 17 ] |

### Películas
| Año  | Título                  | Personaje                            | Notas                                                        |
| ---- | ----------------------- | ------------------------------------ | ------------------------------------------------------------ |
| 2007 | Mr.Lee vs Mr.Lee        | Mujer en la treintena                |                                                              |
| 2007 | May 18                  | Esposa de In-bong                    |                                                              |
| 2009 | Mother                  | Pariente de Ah-jung                  |                                                              |
| 2012 | Sex, Lies and Videotape | Propietaria de la vivienda           |                                                              |
| 2014 | Miss Granny             | -                                    |                                                              |
| 2014 | Wild Dogs               | Ham Bok-soon                         |                                                              |
| 2016 | Twenty Again            | Mi-ra                                |                                                              |
| 2018 | Light My Fire           | Dueña del Restaurante de Pollo       | Cortometraje                                                 |
| 2018 | The Witness             | Presidenta de la Sociedad de Mujeres | Junto a Kim Sang-ho, Jin Kyung, Kwak Si-yang y Kim Sung-kyun |
| 2019 | 0.0MHz                  | -                                    |                                                              |

### Programas de variedades
| Año  | Título                                 | Notas                | Ref.   |
| ---- | -------------------------------------- | -------------------- | ------ |
| 2014 | Live Talk Show Taxi (현장토크쇼 택시)  | (ep. 352) - invitada |        |
| 2014 | Radio Star (황금어장 라디오스타)       | (ep. 405) - invitada |        |
| 2016 | Flaming Youth (불타는 청춘)            | (ep. 82-84)          |        |
| 2016 | Scene Stealer (씬스틸러 - 드라마 전쟁) | miembro              |        |
| 2020 | Running Man                            | ep. 495 - invitada   | [ 18 ] |

### Presentadora
| Año  | Evento                | Notas                                                                     |
| ---- | --------------------- | ------------------------------------------------------------------------- |
| 2017 | 2017 SBS Drama Awards | Copresentadora de la categoría "Best Couple Award" - junto a Ahn Nae-sang |

### Apariciones en programas de radio
| Año  | Título                         | Estación | Notas |
| ---- | ------------------------------ | -------- | ----- |
| 2015 | EBS 책 읽는 라디오 낭독 시리즈 | BS FM    |       |

### Teatro / Musicales
| Año  | Título           | Personaje | Notas     |
| ---- | ---------------- | --------- | --------- |
| 1988 | 만다라           | -         |           |
| 1991 | 新 효녀 심청가   | -         | (musical) |
| 2013 | 목란 언니        | 조대자    |           |
| 2013 | 만선             | 구포댁    |           |
| 2014 | 민들레 바람 되어 | 노부인    |           |

## Premios y nominaciones
| Año  | Premios               | Categoría                          | Trabajo                    | Resultado | Ref.   |
| ---- | --------------------- | ---------------------------------- | -------------------------- | --------- | ------ |
| 2017 | 25th SBS Drama Awards | Best Supporting Actress            | While You Were Sleeping    | Nominada  |        |
| 2018 | MBC Drama Awards      | Best Supporting Cast in Soap Opera | My Healing Love            | Nominada  | [ 19 ] |
| 2021 | KBS Drama Awards      | Best Supporting Actress            | River Where the Moon Rises | Nominada  |        |
| 2021 | SBS Drama Awards      | Scene Stealer Award                | One the Woman              | Nominada  |        |